# Облога Кхешані
Битва за Кхешань, або облога Кхешані (Кесані; англ. Battle of Khe Sanh, в'єт. Chiến dịch Đường 9 — Khe Sanh) відбулась під час війни у В'єтнамі, тривала від 21 січня до 9 липня 1968 року між частинами 26 та 9 полків корпусу морської піхоти США та 304 і 325C-дивізіями В'єтнамської народної армії (ВНА) поблизу села Кхешань.
Кхешань (офіційна назва: Військова база Кхешань) служила військовою базою морської піхоти у Південному В'єтнамі, неподалік кордону з Лаосом в провінції Куангчі (в'єт. Quảng Trị), на південь від демілітаризованої зони з Північним В'єтнамом. Облога військової бази Кхешань стала однією з визначних битв поруч з Тетським наступом та битвою за Хюе під час війни у В'єтнамі.
Армії Північного В'єтнаму не вдалось захопити базу, облога завершилась військовим провалом. З урахуванням великих втрат супротивника, облога завершилась для американської сторони перемогою. Через деякий час по завершенню битви, база була покинута та зруйнована.

## Передісторія

### Зведення бази
Перші загони спеціального призначення прибули до майбутньої бази неподалік села Кхешань та покинутого французького форту в липні 1962 року. Згідно з планами, база мала стати опорним пунктом для сил CIDG. Розміщені на базі загони були посилені протягом року. У вересні 1962 року передові загони південнов'єтнамської армії спорудили перші 400 м злітної смуги. Згодом база була істотно розбудована та посилена. Вона стала опорною базою для атак на стежку Хо Ші Міна та походів за кордон в Лаос. Крім того, база тримала під контролем долину, яка вела з Лаосу та демілітаризованої зони на південний схід до рівнин навколо провінції Куангчі та Дананга.
В березні 1964 року був збитий розвідувальний літак «Цесна» О-1 поблизу Кхешань. Пілот, капітан Річард Вайтсайдс загинув, а спостерігач, капітан Флойд Томсон, потрапив у полон. Томпсон став одним з перших полонених американських військових та був у полоні найдовше.
В квітні 1964 року перші загони морської піхоти увійшли до Кхешань. Розвідувальні загони мали численні зіткнення з супротивником поблизу бази та за кордоном в Лаосі, що підтвердило відправлення військ з Північного до Південного В'єтнаму.
В наступні два роки базу було розбудовано далі. Загони спеціального призначення були переведені в 1966 році до табору Лангвей неподалік, контроль над базою Кхешань був переданий морській піхоті. Морські піхотинці (з допомогою будівельних загонів) протягом 1967 року ще більше розбудували базу та подовжили злітну смугу з 500 до 1200 метрів. Оскільки смуга була спочатку ґрунтовою, вона була непридатна для використання у погану погоду. Тому будівельники спорудили смугу з використанням каміння, асфальту та арматури з алюмінію. Це дозволило використовувати смугу і за поганої погоди та приймати важкі літаки, такі як C-130 «Геркулес».
Наприкінці квітня 1967 року патрульні морські піхотинці наштовхнулись на прилеглих пагорбах на потужні сили північнов'єтнамської армії. До 11 травня трапились численні зіткнення, в яких морським піхотинцям вдалось відбити атаки та втримати важливі вершини. Північнов'єтнамська сторона втратила 950 чоловік. 155 морських піхотинців загинули в битвах за вершини.

### Військова база Кхешань

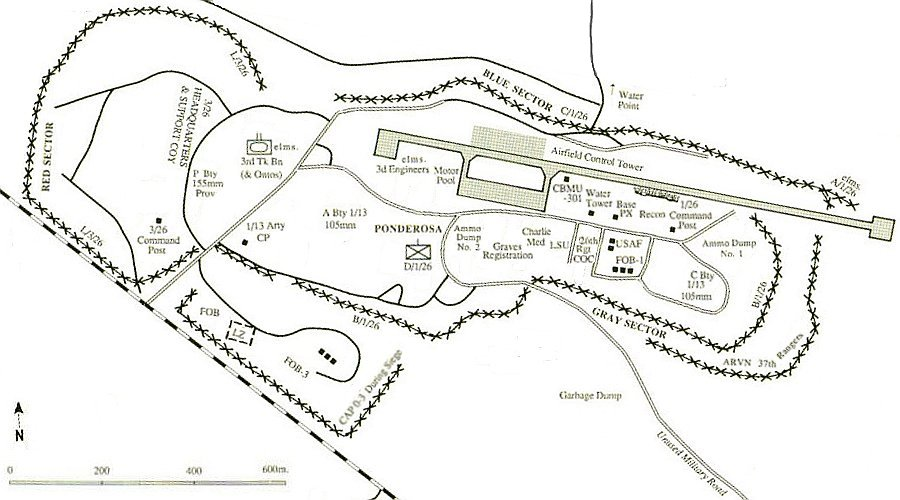
Карта 2: Карта військової бази Кхешань.

Військова база розтягнулась на 1.8 км вздовж річки Раокуан (в'єт. sông Rào Quán) в долині з червоноземним ґрунтом. В центрі бази знаходилась злітно-посадкова смуга довжиною 1200 м зміцнена решіткою з алюмінію та здатна приймати вантажні літаки С-130 «Геркулес». Смуга не мала вирулювальних доріжок, тому літаки мали пересуватись основною смугою в зони вивантаження багажу та на стартову позицію для зльоту. На південь від злітної смуги знаходились бараки та командні пункти 26 полку морської піхоти, рейнджерів АРВ, командні пункти польової артилерії та центр управління польотами злітної смуги. В східному кінці злітної смуги знаходилось сховище бойових припасів № 1. Ще одне, менше сховище боєприпасів знаходилось на південь від смуги в середині бази.
Для захисту бази в розпорядженні захисників були 18 гаубиць М101 калібру 105 мм з дальністю стрільби 12 км, 6 гаубиць М114 калібру 155 мм з дальністю стрільби 14.6 км, та 6 мінометів М30 калібру 107 мм з дальністю стрільби 4020 метри. Також для захисту бази були задіяні самохідні гармати М107 калібру 175 мм, які знаходились на схід від Кхешань у військових базах Рокпайл та Кемп Керол і могли прикривати підхідні шляхи до Кхешань. Для ближньої оборони бази були доступні шість танків М48, десять СУ М50 «Онтос», чотири СУ М42 «Дастер» та численні машини з встановленими зчетвереними кулеметами Браунінг М2 калібру 12.7 мм розташованими у вогневих точках частково прикопані в землі.
Також морські піхотинці зайняли розташовані на північ від бази вершини 881-«Південь» та 861 які мали добрий огляд рівнини, та вершину 558, яка перекривала прохід долиною річки Раокуан. На вершині 950 на схід від річки знаходилась радіорелейна станція (див. карту 3). Під час облоги морські піхотинці зайняли деякі інші пагорби, наприклад вершина 64 була укріплена та на ній були встановлені гармати для надання артилерійської підтримки обороні бази.

### Підготовка до облоги

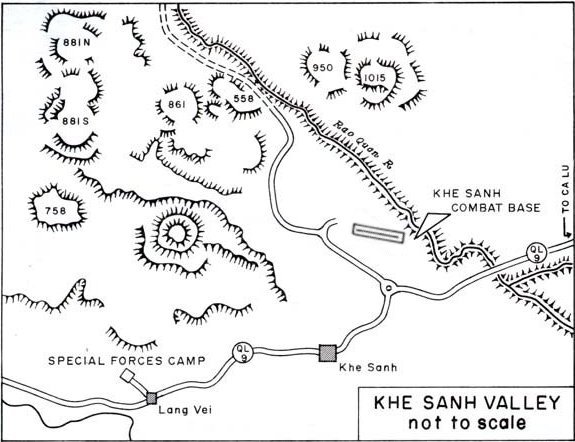
Карта 3: Ситуація навколо бази

Як показали доповіді патрулів навколо бази під час операції «Шотландія» та результати електронно-розвідувальної операції «Ніагара І», наприкінці 1967 року великі загони північно-в'єтнамської армії під командуванням 304 дивізії, яка вже мала досвід бойових дій проти французів при Дьєнб'єнфу (в'єт. Điện Biên Phủ), були перекинуті через демілітаризовану зону на південь, в околиці Кхешань.
В очікуванні атаки, генерал Вестморленд наказав посилити оборону Кхешань. Верховне командування збройних сил США, подібно до французького командування у Дьєнб'єнфу, також очікувало вирішальної битви з Північним В'єтнамом. Північнов'єтнамське командування також охоче готувалося до битви. Контроль за Кхешань відкривав шлях до прибережної рівнини та робив неможливим контроль над гірським шляхом Хо Ши Міна для американців. До того ж, ВНА вдалось безперешкодно перекинути війська до Південного В'єтнаму.
В наступні місяці випадкові атаки на пости морських піхотинців навколо Кхешань ставали дедалі частішими. У відповідь, морські піхотинці влаштували атаку на розташування в'єтнамців у пагорбах на південний захід від бази, де були розгорнуті артилерійські загони ВНА. Найуспішнішою виявилась атака взводу 26 полку морської піхоти 20 січня 1968 року, в переддень початку облоги, оскільки майже вдалось витіснити ворога з вершини 881 на північ від бази. Того ж дня один з офіцерів ВНА втік до морських піхотинців та повідомив про заплановану атаку на базу. Всі загони були одразу повернуті на свої позиції, а розташовані на базі війська переведені у стан повної бойової готовності.

## Облога

### Початок облоги

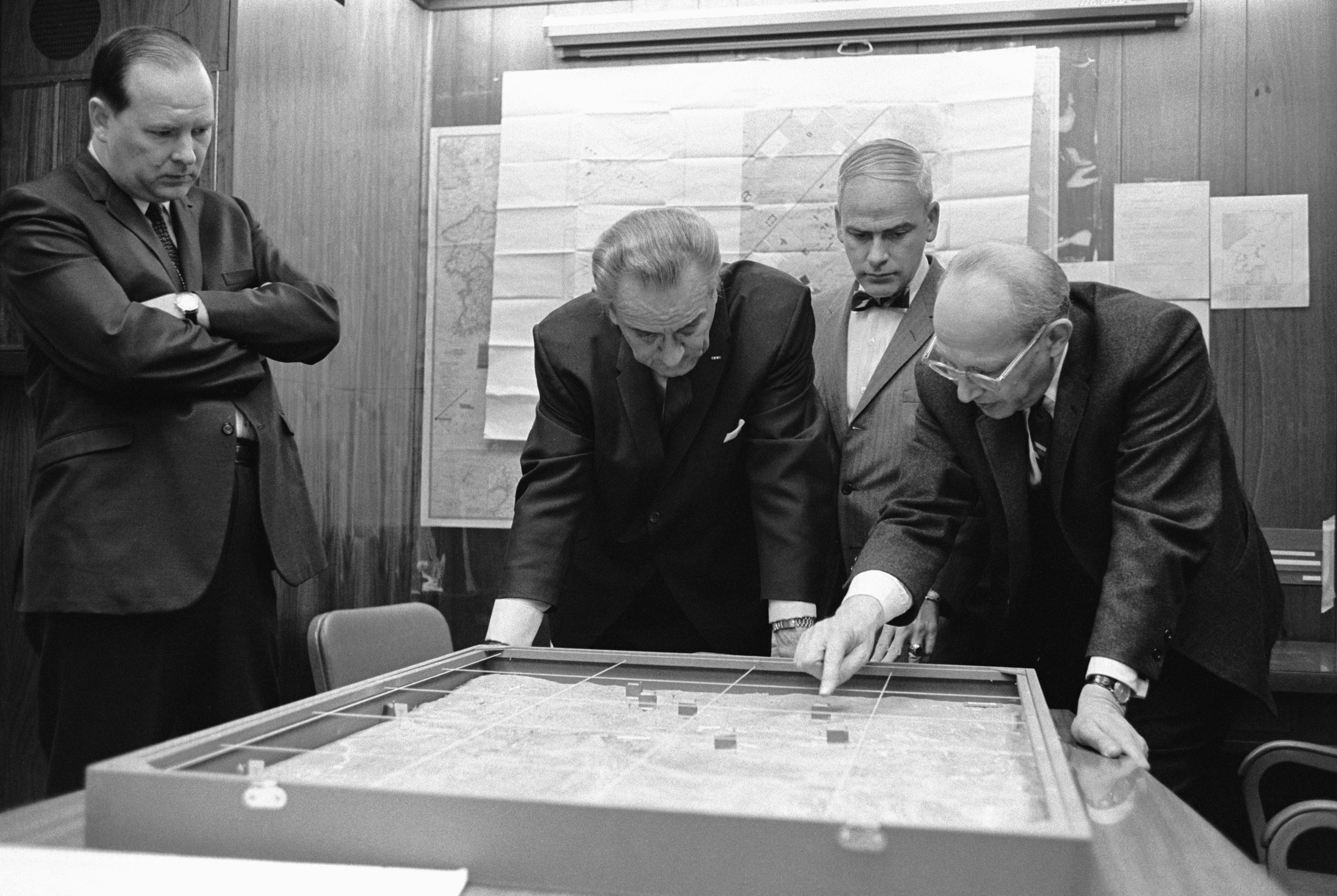
Президент США Ліндон Джонсон заслуховує доповідь радника з військових питань про стан справ на базі Кхешань.

Невдовзі після півночі, рано в ранці 21 січня 1968 року вершина 861 була обстріляна мінометами північнов'єтнамської армії. Потім північнов'єтнамські сапери спробували підірвати окопи навколо вершини аби відкрити шляхи до позицій морських піхотинців. Атаки були відбиті, зокрема тому, що нападники упустили вершину 881 на півдні і тому весь час протягом атаки перебували під вогнем вище розташованих морських піхотинців. О 5:30 розпочався мінометний та артилерійський вогонь з оточуючих пагорбів по самій базі. Одна з перших гранат влучила в головне сховище боєприпасів, в якому зберігалось 1500 тон боєприпасів, або 90 % від всіх боєприпасів бази. Внаслідок шалених вибухів, які тривали 48 годин, загинуло 18 солдатів та зазнало поранень, інколи важких, ще 43. В той же час, загони ВНА атакували село Кхешань, яке утримувалось загонами морської піхоти та південнов'єтнамськими рейнджерами. Перша атака пробила оборону, однак була відбита. Перед другою атакою того ж дня, захисники перебрались до військової бази та здали село без бою. Протягом наступних днів відбувались атаки ВНА проти морських піхотинців, однак очікуваний генеральний наступ все ще не розпочинався. Натомість, артилеристи продовжували обстріл, зазвичай близько 300 снарядів влучали в базу.

### Кхешань під обстрілом

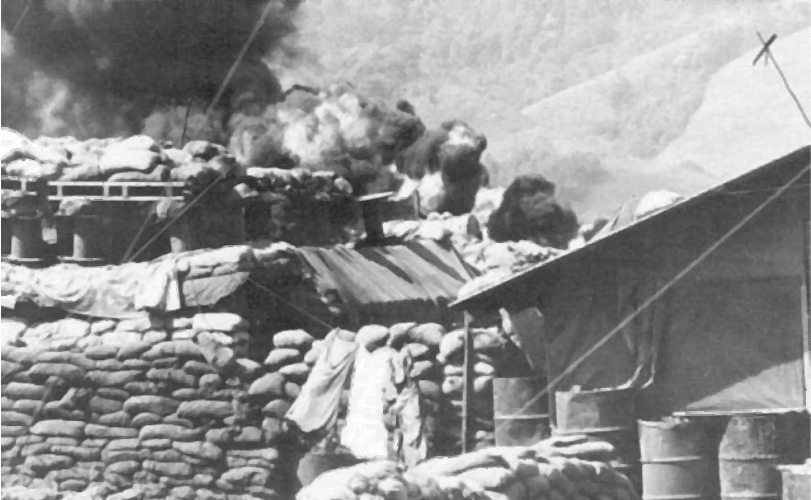
Типовий піщаний бункер. На задньому плані палає сховище палива.

Постійний обстріл бази північнов'єтнамськими артилеристами став для морських піхотинців звичайною буденністю. Небезпеку від снарядів та мін було зменшено зведенням нових та підсиленням вже існуючих окопів, підземних ходів, бункерів, які були здатні витримати вибух міни або легких снарядів.
Доставка вантажів повітрям була суттєво обмежена в наступні два з половиною місяці. В деякі дні доводилось зменшувати порції солдатам. Попри укріплення, вибухи снарядів та мін все ще забирали життя оборонців та завдавали їм поранень. До цього додалось нашестя пацюків, оскільки через сильні дощі на початку року бараки та бункери залишились єдиним сухим місцем на базі. Також дощі швидко перетворили навколишню вкриту червоноземом місцевість на болота.
До зовнішніх обставин додався психологічний тиск, оскільки оборона бази усвідомлювала, що в навколишніх пагорбах переховуються втричі більші сили противника, готові кинутись в атаку. Між американськими артилеристами на базі та північнов'єтнамськими артилеристами, прихованими у пагорбах, постійно відбувались тривалі вогневі дуелі.
Психологічний тиск поширився і на Білий Дім, де був створений макет бази і Президент Ліндон Джонсон щоденно отримував доповіді про стан справ на ній. Голова Штабу збройних сил запевнив Джонсона в тому, що база буде втримана. Також кризовий центр у Білому домі працював цілодобово вперше за війну у В'єтнамі.

### Битва за Лангвей

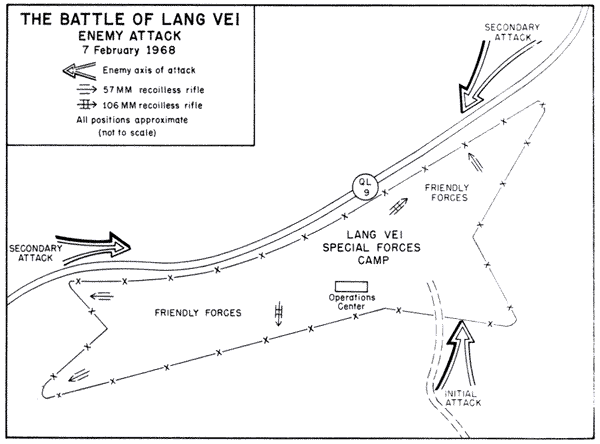
Табір Лангвей загону спеціального призначення.

Табір Лангвей був створений переведеними з Кхешань загонами спеціального призначення в 1966 році. Він знаходився за 9 кілометрів від бази морської піхоти вздовж шосе № 9 до Лаосу. За два роки, до 1968 року, був збудований невеликий, але добре захищений військовий табір. В центрі бази знаходився командний бункер з товстого бетону, в кутах знаходилось 4 оборонні вогневі точки, які прикривали базу з усіх боків. Табір був оточений парканом з колючого дроту, на відстані 50 м від якого були закладені міни М18 «Клеймор». Оборонні вогневі точки були споруджені з товстих балок та мішків з піском та мали добре поле для обстрілу. Також була можливість вести перехресний вогонь.
В таборі знаходились близько 200 «зелених беретів» та солдатів загону «Майк», в розпорядженні яких були дві 106 мм та чотири 57 мм безвідкотних гармати, два кулемети М2 та з 24 січня близько 100 гранатометів LAW. Гранатомети були доставлені в табір після того, як повітряна розвідка та доповіді з табору лаоських добровольців, який був незадовго до того захоплений, повідомили про рух танків. В старому таборі Лангвей, приблизно за сто метрів від нового табору, знаходилось близько 290 бійців нерегулярних цивільних груп оборони.
О 0:42 вранці 6 лютого розпочався наступ сил ВНА на табір при підтримці 11 танків ПТ-76 радянського виробництва. Під прикриттям танків йшли передові загони нападників для підготовки безпечних проходів крізь колючий дріт. Одразу після запуску сигнальних ракет-пасток, оборона табору знала про атаку, та відкрила вогонь по нападниках. Два танки були виведені з ладу 106 мм снарядами, і ще один був знищений протитанковою гранатою з гранатомета. Багато гранатометів LAW дали збій при пострілі або випущені ними гранати детонували пізніше контакту з ціллю.
Тому нападники зберегли достатню кількість танків, які змогли оминути підбиті машини та пробити зовнішню оборону табору. Танки ПТ-76 обстрілювали позиції зелених беретів з гармат. За короткий проміжок часу оборона була розбита, а та, що залишилась, вела шалений опір з декількох точок в сподіванні на підтримку з бази Кхешань або Дананг. Та, оскільки в'єтнамці захопили зони висадки навколо та в середині бази, доставка підкріплення гелікоптерами стала неможливою. Для доставки підкріплення неможливо було використати і шосе № 9, оскільки на шляху з бези знаходилось вже захоплене північнов'єтнамською армією село Кхешань. Підтримка надходила лише з повітря, де кружляючи навколо бази на літаку керівник авіапідтримки координував атаки легких бомбардувальників та винищувачів-бомбардувальників, які бомбами та ракетами вивели з ладу ще два танки. Оскільки нападники прорвались до бази, та знаходились між загонами американських військових, використання кластерних та напалмових бомб було неможливе.
З розташованого в ста метрах старого табору Лангвей сержант першого класу Юджін Ешлі спробував організувати загони лаоських та місцевих добровольців для контратаки, але був зупинений шаленим вогнем супротивника і при другій спробі контратаки був смертельно поранений. Американські солдати, яким вдалось залишитись живими, забарикадувались в командному бункері, і опівдні, під прикриттям масованих ударів з повітря їм вдалось покинути базу. З 24 солдатів загону спецпризначення 4 були вбиті, 9 потрапили в полон, решті вдалось врятуватись. Серед інших захисників табору (НЦГО, загін «Майк», лаоські добровольці), нерегулярні загони зазнали найбільше втрат з 165 вбитими. Загалом захисники табору втратили 217 чоловік вбитими. За оцінками американців, втрати нападників становили від 250 до 500 вбитими.
Здобувши табір, північнов'єтнамська армія отримала можливість безперешкодно доставляти шляхом № 9 матеріали для облоги бази Кхешань. Крім того, була усунена загроза для південно-західного флангу нападників. Саме тому, вважають історики, генерал Зіап вирішив використати тут танки. В бою за табір Лангвей нападники втратили більшість залучених танків (сім підтверджених, два ймовірно), що унеможливило масовану танкову атаку на базу Кхешань.

### Повітряний транспорт

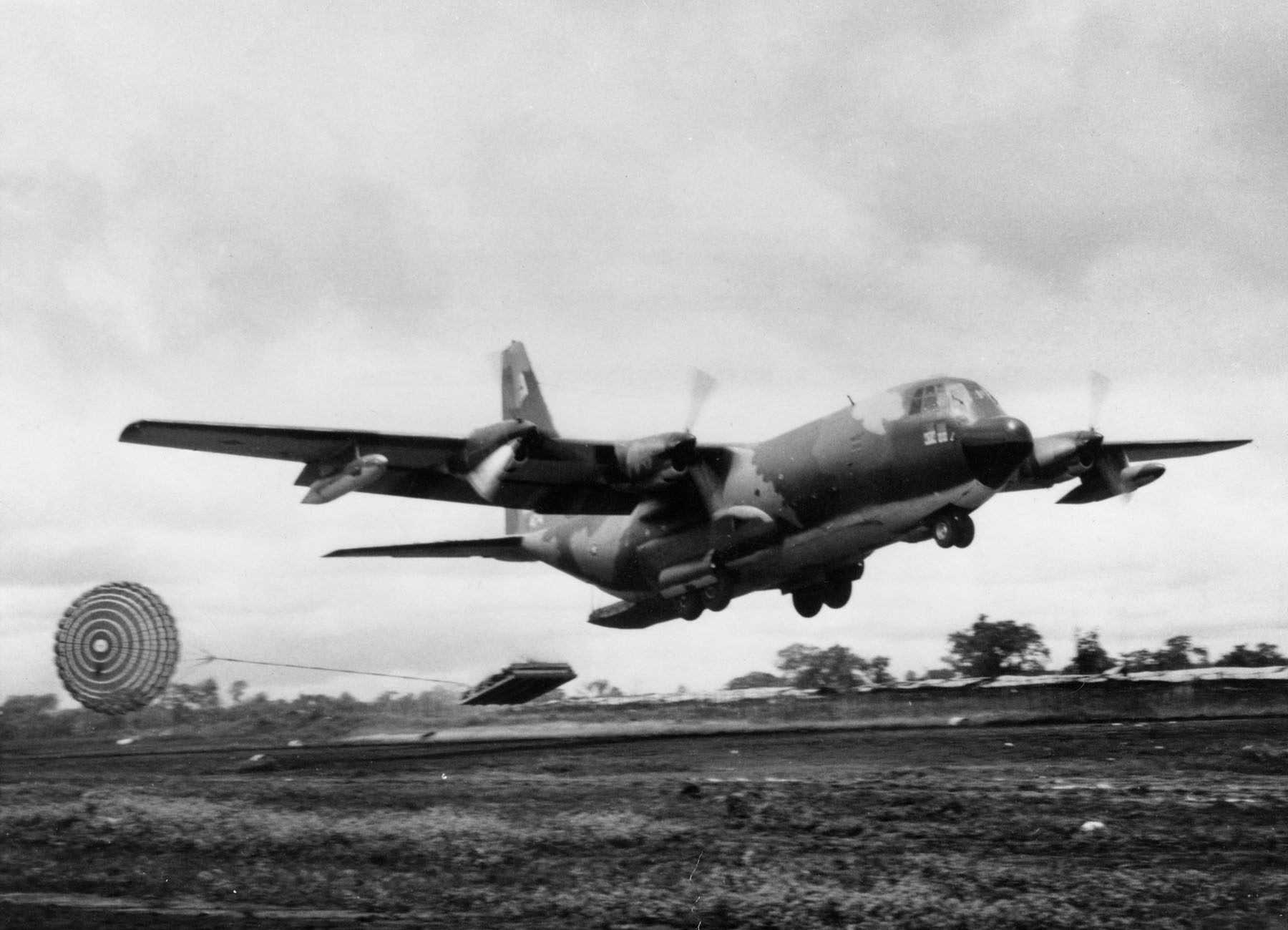
Парашутна система вивантаження на низькій висоті.

Оскільки база була повністю оточена, 120 тон вантажу необхідні 6000 розміщених там солдатам мали постачатись повітрям. Повітряний транспорт також був не безперешкодним, оскільки нападники заздалегідь встановили на навколишніх пагорбах зенітні кулемети та легкі зенітні гармати, з яких обстрілювали повільні транспортні літаки на злеті та під час приземлення. На додачу, при вивантаженні та завантаженні нерухомі літаки перетворювались на мішень для мінометів і гармат.
Для доставки вантажів на базу використовували вантажні літаки С-130 «Геркулес» з вантажопідйомністю 20 тон, С-123 «Провайдер» з вантажопідйомністю 7 тон, та С-7 «Карібу» з 3 т вантажопідйомністі.

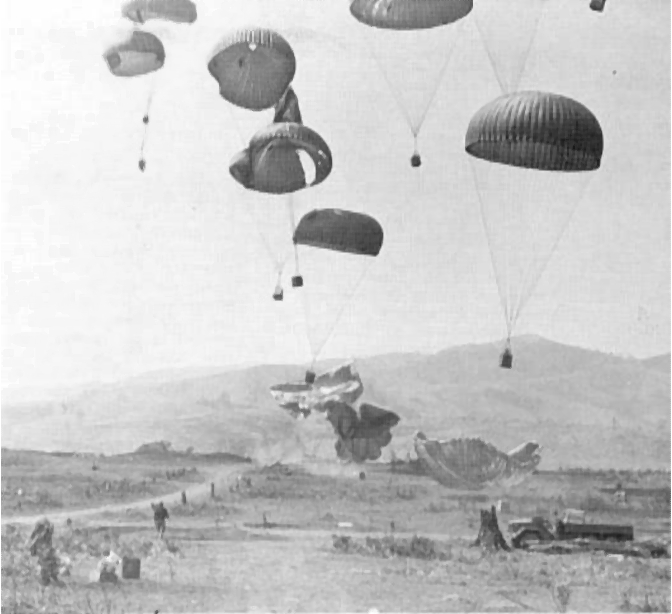
Спуск вантажу на парашутах.

На початку облоги літаки після приземлення розвантажували на вирулювальних доріжках. 11 лютого після приземлення в літак КС-130 ВМС з 10 тонами палива для гелікоптерів влучила міна. В пожежі загинуло 6 членів екіпажу та пасажири. У відповідь на це летовище було закрите, й командування відчайдушно шукало нові можливості для постачання вантажу оточеній базі. Через декілька днів був відкритий рух для менших літаків, «Провайдер» та «Карібу», оскільки їм вистачало й частини злітної смуги. Та, оскільки вантажопідйомність цих літаків була замалою, необхідно було знайти спосіб поновити роботу «Геркулесів».
Одним з варіантів була запропонована парашутна система вивантаження на низькій висоті, коли складені на палети вантажі витягались парашутом з літака, що летить на висоті від одного до двох метрів над злітною смугою. Потім за інерцією палети ще декілька метрів ковзали смугою. Часто траплялись видовищні інциденти, коли палети вилітали за межі злітної смуги, та розбивались об розташований на східному її кінці бункер.
Ця система була вдосконалена: замість парашутів, до палети з вантажем був прикріплений гак, який чіплявся за натягнуту поперек смуги мотузку (подібно до системи приземлення на авіаносцях).
Тим не менш, більша частина вантажу була скинута на парашутах з висоти. Зона приземлення вантажів на парашутах, приблизно 300 метрів завширшки та 100 метрів завдовжки, знаходилась одразу за східною границею бази. Це вимагало точного дотримання часу, оскільки затримка бодай на одну секунду означала, що вантаж впаде поза зоною приземлення. Необхідну координацію вдалось досягти завдяки розташованому на базі радару та точному хронометражу навігатора на вантажному літаку.
За 77 днів облоги на парашутах було скинуто 8000 тон вантажів за понад 600 вильотів, ще 4000 тон вантажів було вивантажено за 460 вильотів на землі. Три С-123 були втрачені через ворожий вогонь.

### Битва за вершини
Контроль навколишніх вершин мав вирішальне значення для оборони бази — втрата однієї чи декількох вершин означала швидку втрату бази. Тому на вершинах було розміщено до 20 % (близько 1200 чоловік) від загальної кількості військових на базі.
Морська піхота спорудила на вершинах пагорбів вогневі позиції, з яких обстрілювала військових ВНА. Наприклад, на вершині 881 північнов'єтнамським солдатам вдалось протягом декількох місяців до початку облоги прорити окопи подекуди на відстань декількох метрів від позицій морської піхоти. В численних перестрілках і атаках обидві сторони зазнавали великих втрат, інколи у морських піхотинців вони досягали 50 %. На додачу до загрози безпосередньої атаки додалась постійна загроза від артилерійського обстрілу та снайперів, яким американці простиставили масовані бомбування та обстріли артилерією.
На кожній вершині знаходився керівник авіапідтримки (англ. Forward Air Controller), який координував атаки винищувачів-бомбардувальників. Для позначення цілі вдень використовували димові шашки, вночі — освітлювальні заряди, якими стріляли по позиціях ворога з мінометів. Потім задача пілотам коректувалась по радіо, в деяких випадках вони атакували позиції ворога на відстані до 200 метрів від розташування морських піхотинців. У своїх мемуарах один з морських піхотинців пригадав, що: «ми відчували на своїх обличчях тепло палаючого напалму» (англ. We could feel the heat of the burning napalm on our faces). Бої точились цілодобово, вночі місця розташування північнов'єтнамських солдатів можна було виявити завдяки яскравому полум'ю від радянського пороху та навести на ці спалахи артилерію або безвідкотні гармати.
Постачання вантажів на ці пости було можливе лише гвинтокрилами — набої, харчі, солдати, медикаменти, все мало бути доставлене повітрям. З часом це ставало дедалі важче, оскільки північнов'єтнамські військові відкривали вогонь по гвинтокрилах ще на підльоті до вершини. Одразу після приземлення у визначених зонах, гвинткрили потрапляли ще й під вогонь ракет та мінометів. Це призвело до великих втрат та погіршення постачання військових, розташованих на вершинах.

#### «Супер-клин»

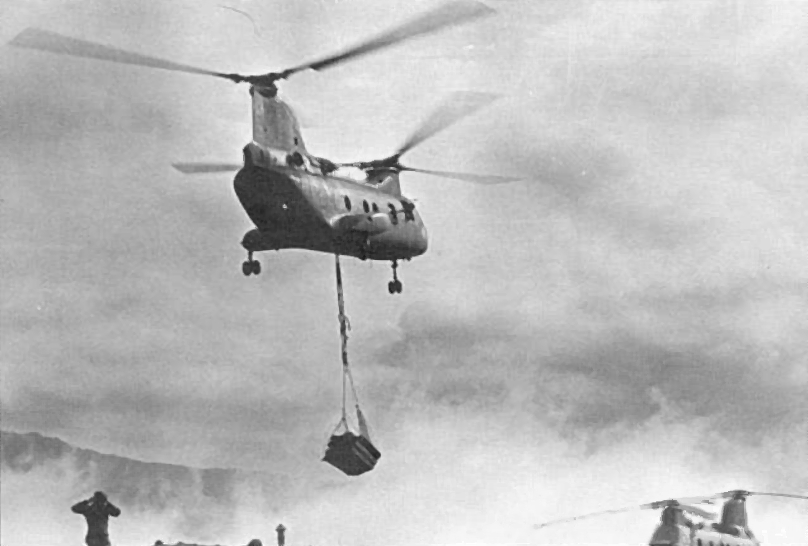
Гвинтокрил CH-46 Сі Кнайт з прикріпленим зовнішнім вантажем.

Оскільки доставка вантажів окремими гелікоптерами призводила до великих втрат, а стан справ на вершинах став критичним, ВМС розробило нову, складнішу, але ефективнішу тактику доставки вантажів.
Вантажні гелікоптери тепер літали не поодинці, а групами до 16 машин під прикриттям бойових гелікоптерів та літаків. Оскільки така схема вимагала точного узгодження дій учасників, в кожній такій операції брав участь літаючий командний пост на окремому літаку.
На початку операції чотири А-4 «Скайхоук» скидали бомби та напалм на відомі місця розташування північнов'єтнамських зенітних ракет і гармат. Два наступні А-4 скидали вздовж льотного коридору спочатку бомби зі сльозогінним газом, а потім встановлювали димову завісу. Через 30 секунд летіли транспортні СН-46 під прикриттям бойових гвинтокрилів UH-1 та підтримкою чотирьох А-4. Транспортні гвинтокрили летіли з інтервалом в 10 секунд та скидали вантаж (зазвичай зовнішній) без зупинки. Якщо треба було доставляти або забирати солдатів чи поранених, гвинтокрили приземлялись лише настільки, наскільки це було необхідно. «Нас просто викидали з гвинтокрила» (англ. We were literally thrown out of that chopper) пригадав Дейв Пауел в своїх мемуарах. Гвинтокрили в щільних ланках виглядали з землі як клин гусей, і такі компанії швидко отримали свою назву англ. «Supergaggle» («супер-клин»). Вся операція тривала п'ять хвилин та забезпечувала пости необхідними речами. Після запровадження цієї схеми доставки вантажів на вершини було збито всього два гвинтокрила.

### Повітряна оборона
Як показала битва при Дьєнб'єнфу, тривала оборона повністю оточеної бази неможлива. Тому американці робили все від них залежне, аби уникнути поразки. Операція Ніагара, спільна операція ПВС та ВМС, була розпочата з ініціативи генерала Вестморленда. Назву операції обрав сам генерал: «я уявив, як падають ваші бомби, подібно до води в тому знаменитому водоспаді на півночі штату Нью-Йорк» (англ. because I visualized your bombs falling like water over the famous fall there in northern New York state).

#### Операція Ніагара I

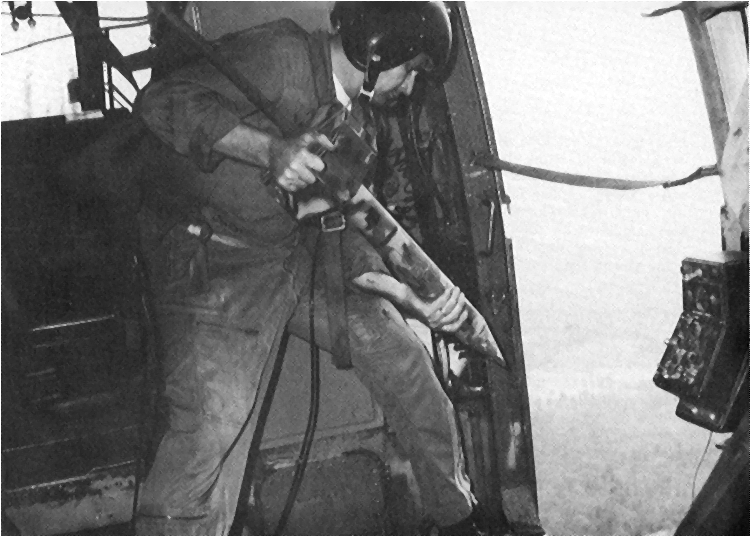
Солдат скидає сенсор з борту гвинтокрила.

За декілька місяців до початку облоги був помічений інтенсивний рух північнов'єтнамської армії в напрямку до бази. Відтоді розпочалось планування великої розвідувальної операції в районі бази Кхешань.
В ній були задіяні патрулі віддаленої розвідки, загону спецпризначення 101 повітряно-десантної дивізії, розвідувальні літаки, і, вперше були використані електронні сенсори. Сенсори скидали з літаків та вертольотів на ймовірні та відомі шляхи пересування військ в районі бази. Вони реєстрували та передавали інформацію про рух ворожих сил в центр контролю, який передавав оброблену на проаналізовану інформацію ударним частинам ПВС та ВМС. Зібрана інформація дозволяла виявляти рух північнов'єтнамських військ та завдавати точних ударів в міця зосередження сил.

#### Операція Ніагара II

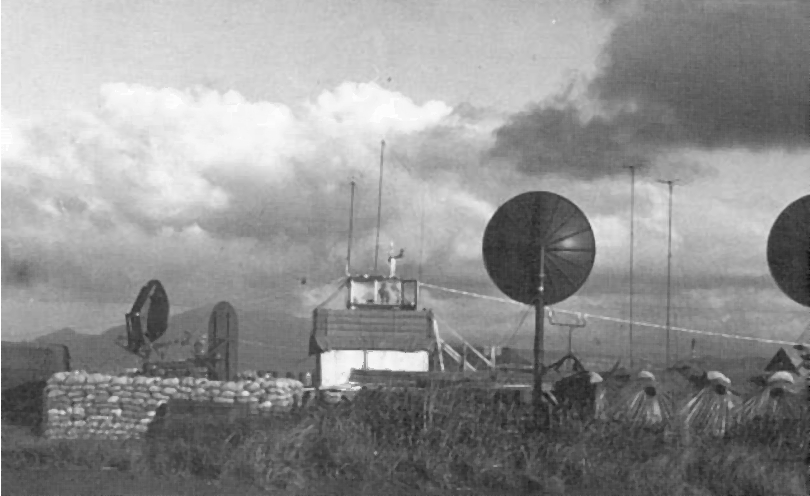
Вежа керування польотами та радар на базі.

Виявлені цілі потім піддавались спільним ударам ПВС та ВМС. ВМС, в першу чергу, покладались на палубні винищувачі-бомбардувальники, які завдавали ударів для ближньої підтримки. Коли дозволяла погода, а хмари не вкривали землю, ВМС цілодобово направляли винищувачі-бомбардувальники та штурмовики в атаку на позиції ворога згідно з раніше укладеними планами, або за наведенням керівника авіапідтримки. За 77 дні облоги, літаки скинули близько 50 000 тон бомб та 10 000 тонн напалму в районі навколо бази.
Переважна частина бомб була скинута з бомбардувальників В-52 Стратофортрес під час операції в складі операції Ніагара ІІ. Розташовані на аеродромах на Гуамі та в Таїланді бомбардувальники ланками по три скидали що 90 хвилин 23 тони бомб на ворожі війська навколо бази морської піхоти. До 18 лютого, аби не влучити у власних солдат, мінімальна припустима відстань від зони бомбардування до бази становила 3 кілометри. Разом з тим, як споруджувана північнов'єтнамськими військами мережа тунелів та окопів підбиралась все ближче до бази, розпочались спроби із допомогою наземного радара наблизити зону бомбардування на відстань 1 км від бази. Оскільки спроби завершились успіхом, безпечна зона була зменшена до одного кілометра, а «ворожа земля» за її межами була «перерита» бомбардувальниками. В сумі, за 2548 бойових вильоти В-52 скинули близько 60 000 тонн бомб. В деякі дні вага скинутих протягом дня бомб втричі перевищувала середньодобову вагу скинутих бомб в Другій світовій війні.

## Завершення облоги

### Лобова атака

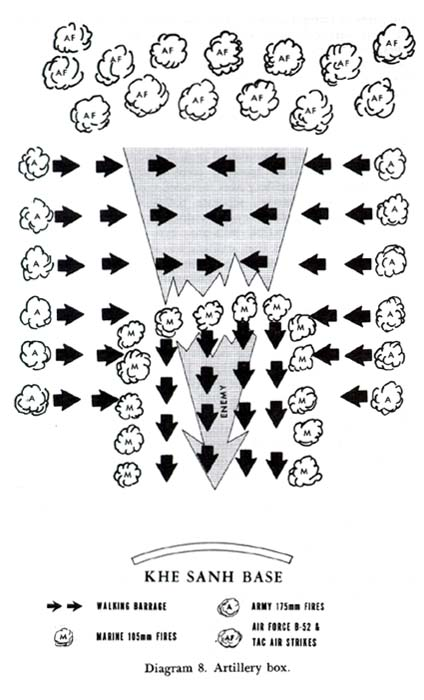
Схема артилерійського вогню при обороні.

Протягом облоги, атаки на саму базу обмежувались незначними вилазками, спрямованими, в основному, на виявлення слабких місць в обороні. 29 лютого 66 батальйон північнов'єтнамської армії атакував західний захисний кордон бази, який обороняв 37 батальйон повітряно-десантних рейнджерів південнов'єтнамської армії. Але в дію вступив наперед підготовлений план захисту бази. Розміщені на базі гармати відкрили вогонь по наступаючих, пересуваючи лінію вогню вперед та назад. Водночас важкі гармати з Рокпайл та Кемп Керол відкрили вогонь по флангах наступаючих, а решта потрапила під бомби авіації. Ті нападники, яким вдалось вижити під артилерійським вогнем, потряпляли під прямий обстріл з бази.

### Зняття облоги
Коли обстріл бази став звичною буденністю, електронні сенсори зареєстрували в передостанній тиждень березня зростання активності навколо бази, що супроводжувалось підвищенням активності артилерійського вогню. 23 березня щогодини на базу падало понад 100 гранат, або в підсумку понад 1000 протягом цього дня. Оборона бази очікувала після такої масованої артилерійської підготовки зосередженої атаки на базу. Натомість, північнов'єтнамське командування розпочало відступ, в районі бази залишилось до 5000 північнов'єтнамських солдатів.
Морські піхотинці, після місяців вимушеної ізоляції на базі через загрозу потрапити під дружні бомби з В-52, розпочали поодинокі, але агресивні вилазки в навколишні пагорби та захопили деякі пости північнов'єтнамської армії.

### Звільнення 1 кавалерійською дивізією

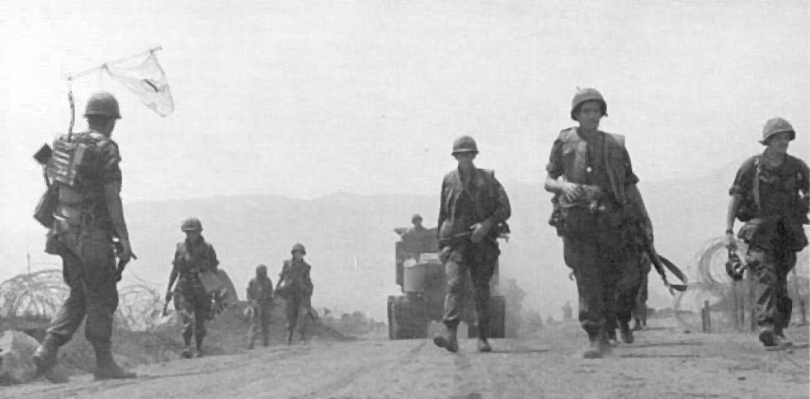
Солдати 1 кавалерійської дивізії під час операції «Пегас».

31 березня 1 кавалерійська дивізія спільно з частинами першого та 26 полків морської піхоти та 3 загоном спеціального призначення південнов'єтнамських повітряно-десантних військ розпочали наступ вздовж шосе № 9 на захід. Початковим пунктом операції «Пегас» була обрана зона приземлення Студ, яка була переобладнана в базу вогневої підтримки.
Загони морської піхоти та південнов'єтнамської армії рухались вздовж шосе, водночас, загони 1 кавалерійської дивізії були десантовані на навколишні пагорби для прикриття флангів. Вдень 6 квітня перші загони дістались бази Кхешань. Ще через два дні автошлях № 9 був розчищений, місцями відремонтований, та знову придатний до використання. 1 кавалерійська дивізія звільнила морських піхотинців на базі, поклавши край, в такий спосіб, 77-денній облозі. Операція «Пегас» була офіційно завершена 14 квітня, після того, як частини 1 кавалерійської дивізії та південнов'єтнамські військові взяли під контроль решту вершин та, знайшовши рештки північнов'єтнамських солдат, частково дізнались про результати операції «Ніагара».

### Зняття облоги
26 полк морської піхоти, який більшу частину часу знаходився на базі під вогнем, 18 квітня був переведений в Донгха та Кемп Керол. 23 травня Президент Ліндон Джонсон нагородив полк Президентською відзнакою за успішну оборону бази.
В подальшому база була розібрана та великою мірою покинута, залишились лише артилерійські точки для вогневої підтримки операцій в західній частині Куангчі. Через зміну політичних умов в Америці, Президент Джонсон відмовився від поширення операцій на Лаос, тому 23 червня база була остаточно покинута, а розміщені в ній загони переведені на схід. Для операцій в прикордонних районах залишились мобільні загони на базах Ца Лу та зони приземлення Студ. Сама база вже не використовувалась як початковий пункт атак на стежку Хо Ші Міна.

## Наслідки та аналіз

### Військові
Попри те, що оборона Кхешань завершилась успіхом для американців, їм не вдалось отримати від цього жодних переваг, оскільки політична ситуація не дозволяла контрнаступу або розширення бази. Однак, стало зрозуміло, що повністю оточену базу під обстрілом супротивника можна обороняти та постачати припасами з повітря.
Проте план міністерства оборони США перекрити кордон між Південним та Північним В'єтнамом ланцюгом потужних і добре захищених військових баз виявився нездійсненним, оскільки попри значні матеріальні витрати та кількість залучених військових, постачання з Північного В'єтнаму перекрити не вдалось.
Для Північного В'єтнаму, натомість, облога бази, як і Тетський наступ, завершились важкою поразкою. Так і не вдалось відкрити зручний шлях до Південного В'єтнаму, а велика частина задіяних військових була або вбита, або поранена. Кількість вбитих північнов'єтнамських солдатів коливається від 1800 (офіційні дані ВНА) до 14 000 (найвищі оцінки американської сторони) чоловік. Точних даних про кількість загиблих не існує ще й тому, що масоване бомбардування під час операції Ніагара II зрівняло навколишню місцевість з землею, поховавши тіла загиблих.
Північному В'єтнаму вдалось нападом на базу Кхешань зв'язати в обороні частини американських збройних сил та відволікти увагу від приготувань до Тетського наступу, початок якого виявився неочікуваним у Південному В'єтнамі. Тому деякі експерти припускають, що північнов'єтнамська армія не планувала захопити базу, а лише зв'язати в її обороні якнайбільшу кількість американських військових.

### Медіа та культура
В американських засобах масової інформації висвітленню новин про оборону бази Кхешань приділялась значна увага: їй було присвячено близько 25 % часу від всіх новин з В'єтнаму, на каналі телебачення CBS частка доходила до 50 %. Битва мала великий вплив на формування образу війни в громадській думці у Сполучених Штатах та Європі, також її часто порівнювали з битвою при Дьєнб'єнфу. Оборона Кхешань була згадана новообраним Президентом США Бараком Обамою в інаугураційній промові.
Битва істотно вплинула і на мистецтво: Брюс Спрінгстін в пісні «Born in the U.S.A.» (народжений в США) присвятив слова «I had a brother at Khe Sanh» (мій брат був у Кхешань) цій битві. Також австралійський рок-гурт Cold Chisel присвятив пісню Кхешань, хоча лише незначна кількість австралійських солдат мали безпосереднє відношення до її оборони. Битва за Кхешань залишається символом неоднозначності військової кампанії у В'єтнамі, оскільки база була покинута невдовзі після успішного завершення її оборони.